# Zeehondencentrum Pieterburen

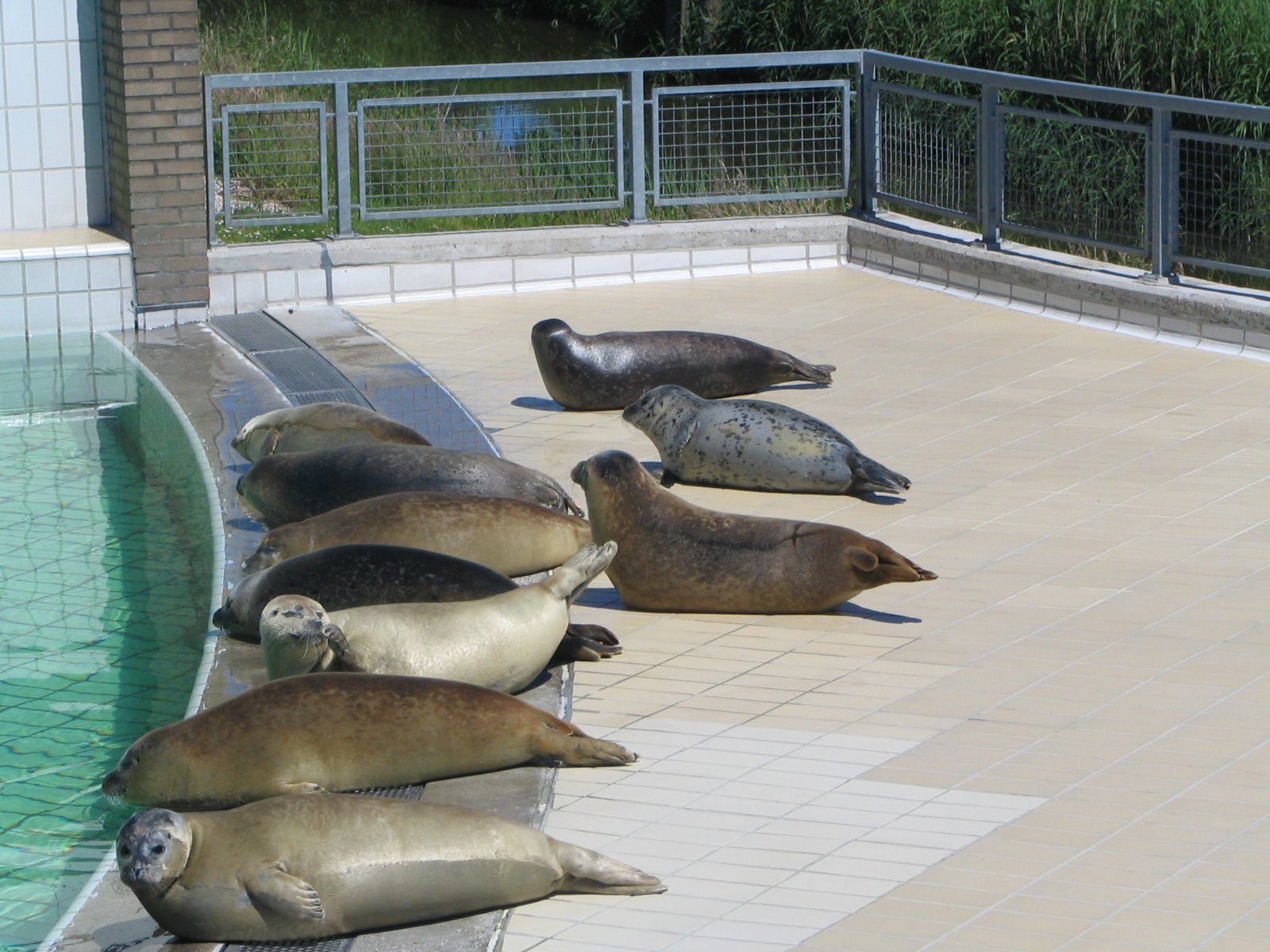
Phoques au centre de phoques de Pieterburen

Le Centre de phoques de Pieterburen (en néerlandais Zeehondencentrum Pieterburen), autrefois appelé Crèche aux phoques de Pieterburen (en néerlandais Zeehondencrèche Pieterburen), est un centre de soins de phoques aux Pays-Bas, situé dans le village de Pieterburen, dans la province de Groningue. Il était autrefois appelé Crèche aux phoques car il capturait principalement de jeunes phoques orphelins. Aujourd'hui, les phoques malades ou blessés de tous âges sont soignés puis relâchés. Le centre est engagé dans la gestion et la préservation de l'habitat du phoque, forme les gens à travailler avec ces mammifères marins, mène des recherches et fournit des informations.

## Histoire
Les phoques sont soignés depuis 1971 à l'initiative de Lenie 't Hart à Pieterburen. Ceci à l'imitation du couple Wentzel qui avait précédemment capturé, soigné et libéré des phoques à Uithuizen .
La crèche, située dans la maison de 't Hart, a été agrandie à plusieurs reprises. Le bâtiment actuel a été officiellement inauguré le 7 septembre 1978. Le présentateur de VARA, Bert Garthoff, connu pour le programme "Weer of geen weer", a posé la première pierre. Il a été choisi parce qu'il était l'un des premiers aux Pays-Bas à parler d'écologie et à interpeler la population à ce sujet à la radio. En 2006, la Crèche aux phoques a été renommée Crèche aux phoques Lenie 't Hart.

## Activités
Le Centre de phoques dispose de bénévoles qui peuvent rapidement récupérer des phoques à l'endroit où ils ont été signalés. Ils sont ensuite pris en charge par des bénévoles et des professionnels. Le centre fournit également des renseignements sur l'environnement et les menaces pour les phoques tels que les filets de pêche et le plastique. À cette fin, un nouveau centre d'accueil a été ouvert en 2015, plus particulièrement centré sur le recyclage de ces éléments.

## Critiques
Le sauvetage de phoques tels que pratiqué sous le régime de 't Hart était controversé. Les critiques ont soutenu la manière dont les phoques étaient capturés, guéris et libérés à grande échelle pourrait affaiblir les populations de phoques[Comment ?]. Selon 't Hart, il est du devoir des gens d'aider les animaux malades dans une situation qui est due à l'impact de l'Homme sur la nature comme c'est le cas dans la mer des Wadden. Ce dernier point de vue n'est pas partagé par plusieurs autres centres de phoques à l'intérieur et à l'extérieur des Pays-Bas. Au Danemark, par exemple, la libération d'animaux est interdite. Cependant, le sanctuaire des phoques de Pieterburen est autorisé à capturer et à libérer les phoques. Plus tard, Ab Osterhaus, membre du comité scientifique du phoque de la mer des Wadden et président du comité scientifique du Seal Center de Pieterburen, a reconnu que les abris ne sont plus nécessaires à la survie du phoque dans la mer des Wadden. Après 2012, l'influence de 't Hart est devenue moindre, ce qui a finalement abouti à une politique d'accueil différente.

## Nouvelles méthodes de la crèche
En 2012, 't Hart s'est retirée de son poste de directrice de la Crèche aux phoques, remplacée par Niek Kuizenga Lenie 't Hart est restée affiliée au centre, y compris pour les projets internationaux et la collecte de fonds, mais s'est fermement opposée à une politique d'accueil plus moderne basée sur de nouvelles connaissances et expériences, qui convenait à la population actuelle de phoques.
La controverse persistante a éclaté en 2014. La direction et le personnel du centre voulaient prendre changer leurs méthodes pour le soin des phoques, par exemple en n'éloignant plus immédiatement les petits de la mère, comme cela se produisait sous 't Hart, et garder les phoques pendant une période plus courte, si leur état le permettait. Ils ont également réduit l'utilisation des antibiotiques pour éviter l'apparition de résistances. Cela allait à l'encontre de la vision de 't Hart selon laquelle tous les animaux devraient être traités avec des antibiotiques à titre préventif. Un point central du conflit était de savoir si tous les phoques se trouvant sur la plage devaient être pris en charge. Selon Lenie 't Hart, un bébé phoque sur la plage avait toujours besoin d'aide, alors que la direction et le personnel le contestaient: selon de nouvelles connaissances scientifiques, les phoques quittaient parfois leurs petits pour aller chercher de la nourriture dans la mer,,,. La direction s'est donc également heurtée au conseil de surveillance créé par 't Hart. La crise a atteint son paroxysme lorsque 't Hart a nommé un de ses amis, Wibo van de Linde, au poste de président du conseil de surveillance et a déclaré aux médias que la nouvelle politique d'accueil était illégale,. Le personnel a exigé plus de liberté politique dans cette affaire et a déclenché une grève quand ce ne lui fut pas accordé.
Après le remplacement du conseil de surveillance en 2014 , 't Hart a rompu les liens avec la Crèche aux phoques. Plusieurs tentatives de 't Hart pour recevoir une prime de départ de cent cinquante mille euros ont échoué,. La crèche est revenue à son ancien nom, Crèche aux phoques de Pieterburen, abandonnant le nom de Créche aux phoques Lenie 't Hart.
Dans les années qui ont suivi, des recherches de l'Université de Groningue ont montré que les phoques laissent parfois leurs petits seuls pendant une journée entière sur la plage.